# Pahoroides
Pahoroides is een geslacht van spinnen uit de  familie van de Synotaxidae.

## Soorten
- Pahoroides courti Forster, 1990
- Pahoroides whangarei Forster, 1990